# Montalbano Jonico
Montalbano Jonico – miejscowość i gmina we Włoszech, w regionie Basilicata, w prowincji Matera. Według danych z 31 grudnia 2016 gminę zamieszkiwało 7264 osób.